# Ернесто Антоніо Сенті Даріас
Ернесто Антоніо Сенті Даріас ( 8 вересня 1956, Гавана) — кубинський дипломат. Надзвичайний і Повноважний Посол Республіки Куба в Україні та Молдові за сумісництвом.

## Біографія
Народився 8 вересня 1956 року в Гавані в сім'ї лікарів. Закінчив Московський державний інститут міжнародних відносин. Після завершення навчання працював юрисконсультом у різних установах, був першим заступником міністра у Міністерстві юстиції Куби і першим заступником міністра у Міністерстві іноземних інвестицій та економічного співробітництва. 

## Дипломатична робота
Працював Надзвичайним і Повноважним Послом Куби в Канаді, згодом – начальником управління з питань роботи з країнами Європи та Канадою Міністерства закордонних справ Куби. 
З 6 грудня 2012 року – Надзвичайний і Повноважний Посол Республіки Куба в Україні та Молдові за сумісництвом.

## Сім'я
Дружина працює консулом в Посольстві Куби в Києві, має багаторічний стаж роботи у Міністерстві закордонних справ Куби.
Старша донька, 24-річна - живе у Гавані, працює в кафе.
Менша донька, 13-річна – навчається в київській школі. Володіє іспанською та англійською мовами, вивчає українську та російську. 